# Сан-Педру-да-Куилемба
Сан-Педру-да-Килемба — деревня и коммуна в Анголе. Входит в состав муниципалитета Камбамбе в провинции Северная Кванза.

## География и климат
Сан-Педру-да-Килемба находится в зоне тропического климата с выраженными сезонами дождей и засухи. Близость к реке Кванза способствует развитию земледелия и обеспечивает местных жителей водой.
История

## История
Регион имеет богатую историю, связанную с колониальным периодом Анголы. В прошлом здесь располагались португальские торговые посты, а также велась активная миссионерская деятельность.
Экономика и инфраструктура

## Экономика и инфраструктура
Основой экономики коммуны является сельское хозяйство. Также развивается мелкая торговля и ремесленничество. Инфраструктура включает несколько школ и медицинских пунктов, но требует дальнейшего развития.